# U-131
U-131 — большая океанская немецкая подводная лодка типа IX-C, времён Второй мировой войны. 
Заказ на постройку лодки был отдан судостроительной компании АГ Везер в Бремене 7 августа 1939 года. Лодка была заложена 1 сентября 1940 года, спущена на воду 1 апреля 1941 года, вошла в строй под командованием Arend Baumann 1 июля 1941 года. После вступления в строй и до ноября 1941 года была приписана к 4-й флотилии в Щецине. С ноября 1941 вплоть до своей гибели 17 декабря 1941 года была приписана к 2-й флотилии в Лорьяне. U-131 совершила один боевой поход, потопила одно судно, 4 016 брт.

Эмблема U-131